# Lubenicko-margecanská linie

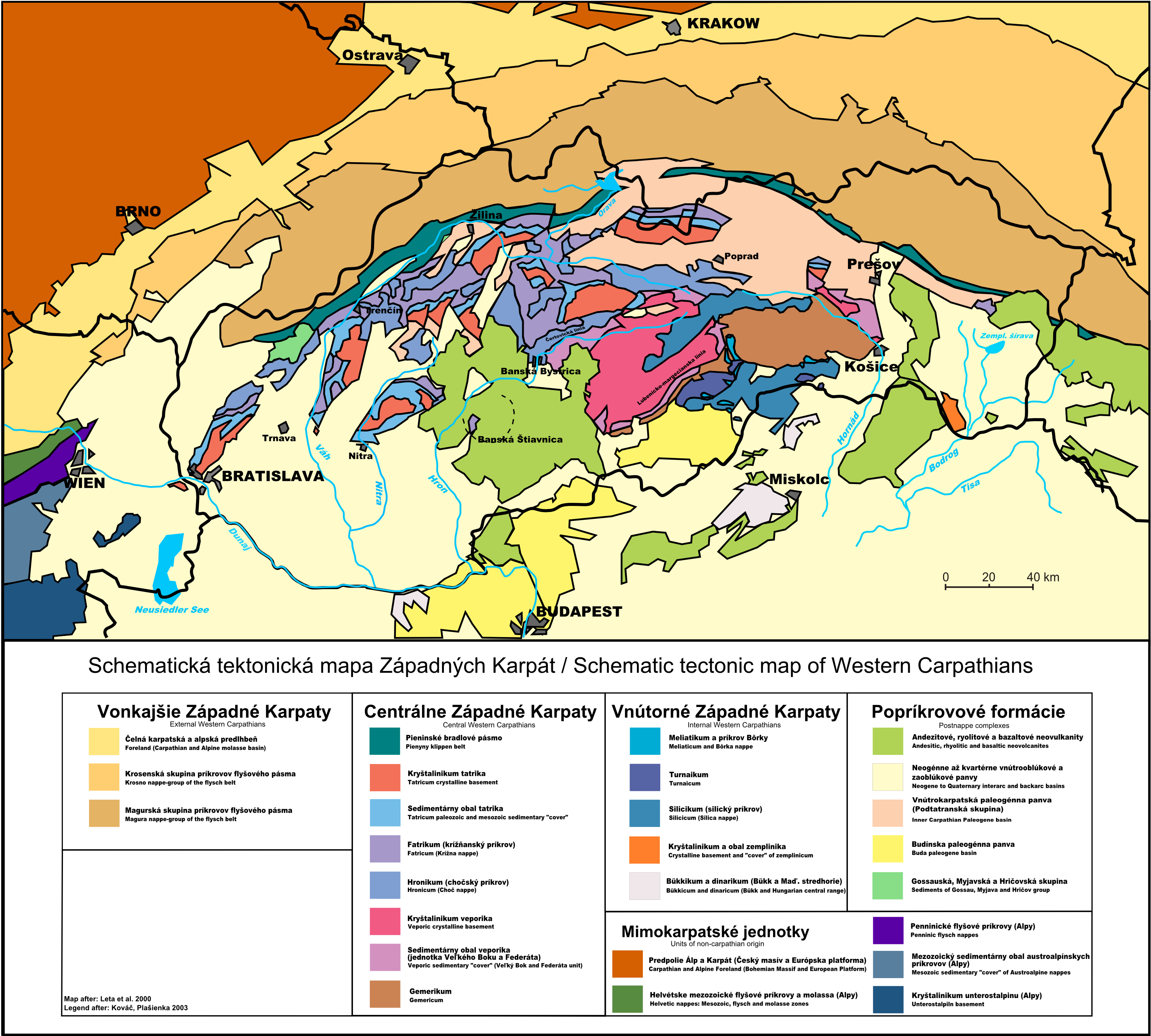
Schematická tektonická mapa Slovenska

Lubenicko-margecanská linie (slovensky Lubenícko-margecianska línia nebo lubenícko-margecianska jazva) je významná zlomová oblast vyššího řádu v Západních Karpatech. Má charakter přesmyku. Podél ní je nasunuto gemerikum na veporikum. K násunu došlo během tuharské fáze v průběhu střední křídy..
Linie se táhne jižním úpatím Slovenského rudohoří ze severního okolí Lučence k Jelšavě, kde se stáčí na sever k Dobšiné. Ve východní časti Slovenského rudohoří je výrazná mezi Margecany a Košicemi. V oblasti mezi Krompachy a Hranovnicí ji překrývá centrálněkarpatský paleogén a uklání se na jih.. Na jižním úpatí Slovenského rudohoří mají podél zlomové linie horniny ochtinských vrstev (nejsevernější část gemerika) strmý sklon, kole 40-60°, což souvisí s pozdějším vyklenutím pohoří. Na severní straně rozhraní ji na veporické straně ohraničují horniny permského rimavického souvrství. Na jiných místech má střední až mírný sklon. Podle geofyzikálních měření je lubenická část vázána na zónu gravitačních anomálií v úseku Štítnik-Poltár. Východní hranice veporika na styku s gemerikem, podél tzv. „spišské rampy“, má plochý průmět a zde linie navazuje na svou margecanskou část.
Podle starších předpokladů byla tato oblast pozůstatkem původního sedimentačního prostoru hronika, strážovského a silického příkrovu, které měly být z této oblasti vytlačeny v podobě vějíře. Dnes se uvažuje o tom, že může být suturou po uzavření Meliatského oceánu. Podle jiných koncepcí může být touto suturou i rožňavsko-šugovská linie, nebo zlomové linie jižně od maďarského pohoří Bükk.
Pojmenování linie je odvozeno od jmen dvou částí: Lubenické linie tvořící její západní část a Margecanské linie v její východní části. Ty jsou pojmenovány podle obcí Lubeník a Margecany na Středním a Východním Slovensku.